# Simca 8
La Simca 8 è un'autovettura di fascia medio-bassa prodotta dal 1938 al 1951 dalla casa automobilistica francese SIMCA.

## Profilo e storia
Introdotta nel 1938, la Simca 8 era la replica della Fiat 508C "Nuova Balilla" prodotta dalla Simca su licenza concessa dalla Fiat. Occupava quindi una fascia medio-bassa, un settore in cui la concorrenza non era ai livelli attuali, ma stava comunque cominciando a crescere.
Il corpo vettura e la meccanica ricalcavano la "sorella" italiana. Abbiamo quindi esternamente un frontale con calandra a uovo e tondi fari sporgenti bene in evidenza. La carrozzeria era più morbida e aerodinamica rispetto a quella della Simca-Fiat 6CV che andava a sostituire.
Il motore era un 4 cilindri da 1089 cm³ di cilindrata, in grado di erogare una potenza massima di 32 CV a 4200 giri/min. La distribuzione era a valvole in testa. Le sospensioni erano a ruote indipendenti all'avantreno e ad assale rigido al retrotreno. L'impianto frenante si avvaleva di freni a tamburo sui due assi con circuito idraulico. La trazione era posteriore e il cambio era a 4 marce. La velocità massima era di 110 km/h.
La Simca 8 riscosse un buon successo in Francia, mentre in Italia si puntò ovviamente sulla versione con marchio Fiat, un po' per campanilismo, ma soprattutto perché all'epoca i dazi doganali per un'auto estera (ricordiamo che l'auto, pur essendo di origine italiana era marchiata Simca ed era assemblata in Francia) rendevano sconveniente comprare oltreconfine.
Alla fine della Seconda guerra mondiale, in Italia era già in listino la Fiat 1100B al posto della 508C, mentre in Francia, la Simca 8 continuò imperterrita senza farsi sostituire dal nuovo modello italiano. Anzi, usufruì di un lieve restyling di dettaglio (Simca 8 1200), che interessò in particolare paraurti e calandra. In questa occasione, ricevette un nuovo motore, sempre di origine Fiat e della cilindrata di 1221 cm³, in grado di erogare 41 CV.
Nel 1948 fu introdotta anche la Simca 8 Sport, più potente con i suoi 50 CV e in grado di raggiungere i 135 km/h di velocità massima.
La Simca 8 Sport fu tolta di produzione nel 1950; la berlina le sopravvisse di un anno, per poi essere pensionata nel 1951.
Fu sostituita da due vetture: inizialmente, in alto, la sostituì la Aronde, mentre in seguito, nella fascia bassa, arrivò la Simca 1000.